# Louvignies-Bavay
Pour les articles homonymes, voir Louvignies.
Louvignies-Bavay est une ancienne commune française située dans le département du Nord et la région Hauts-de-France. Elle est rattachée à la commune de Bavay depuis 1946.

## Toponymie
Anciennes mentions : Louvignies les Bavay (1793), Louvignies-Bavay (1801).

## Histoire
La commune de Louvignies-Bavay absorbe celle de Buvigny en 1825 et est rattachée à celle de Bavay le 15 novembre 1946.
Maire de Louvignies-Bavay de 1802 à 1807 : Mandron,.
Maire de Louvignies-Bavay en 1939 : Theillier.

## Héraldique
| Blason | Blasonnement : De gueules semé de billettes d’argent, au lion du même, lampassé de gueules, brochant sur le tout. |

## Démographie
| 1793 | 1800 | 1806 | 1821 | 1831 | 1836 | 1841 | 1846 | 1851 |
| ---- | ---- | ---- | ---- | ---- | ---- | ---- | ---- | ---- |
| 276  | 246  | 319  | 375  | 553  | 568  | 636  | 656  | 703  |

| 1856 | 1861 | 1866 | 1872 | 1876 | 1881  | 1886  | 1891 | 1896  |
| ---- | ---- | ---- | ---- | ---- | ----- | ----- | ---- | ----- |
| 715  | 804  | 874  | 866  | 896  | 1 033 | 1 016 | 990  | 1 007 |

| 1901  | 1906  | 1911  | 1921  | 1926  | 1931  | 1936  | - | - |
| ----- | ----- | ----- | ----- | ----- | ----- | ----- | - | - |
| 1 005 | 1 115 | 1 247 | 1 174 | 1 229 | 1 206 | 1 176 | - | - |

## Lieux et monuments
- Église Saint-Nicolas du XVIIIe siècle[6]
- Monument aux morts de 1914-1918

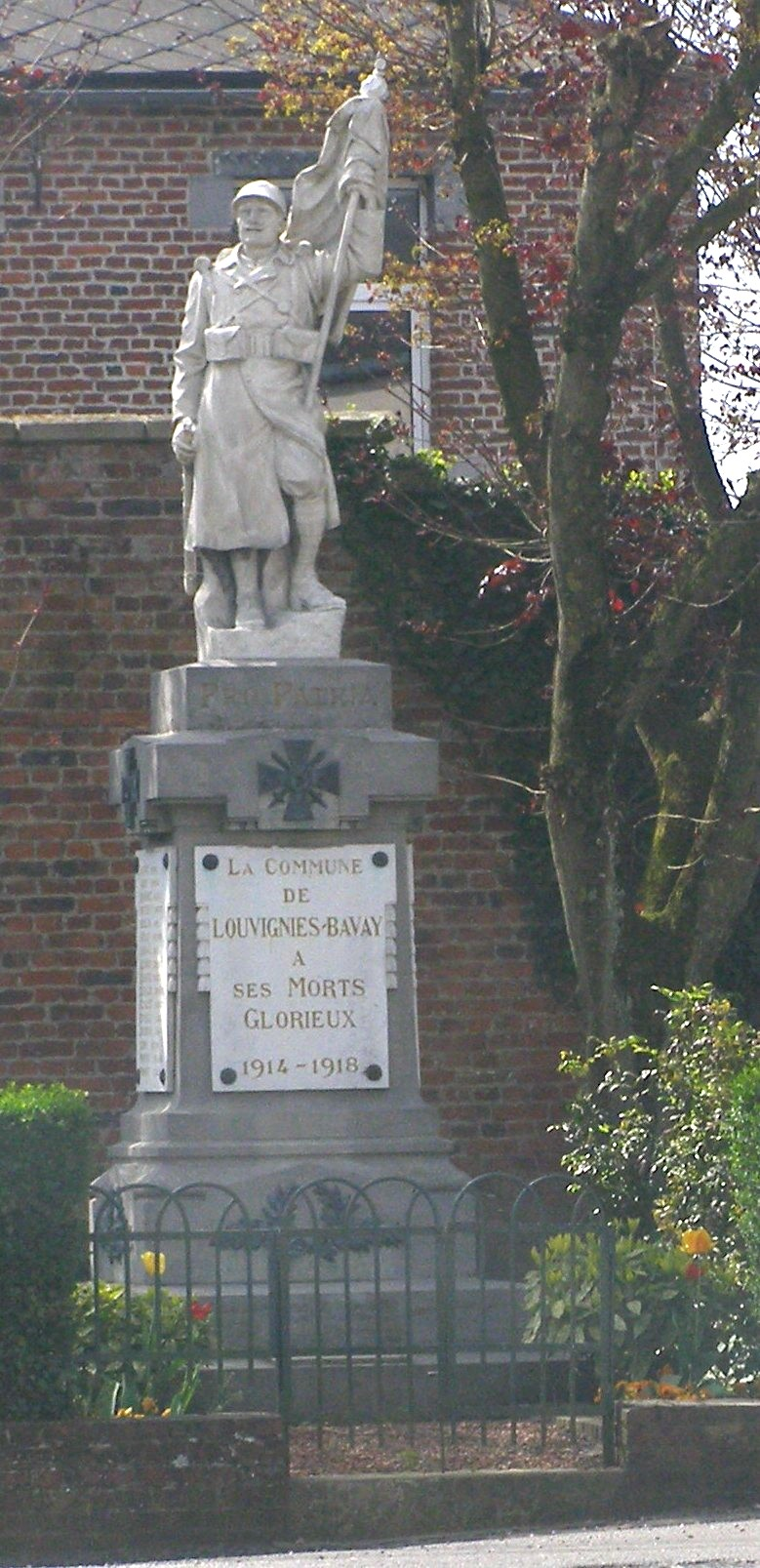
Le monument aux morts.

## Personnalités liées à la commune
- Jean Goudezki (1866-1934), poète et chansonnier